# A Storm in Heaven
Albums de The Verve
Voyager 1 EP
(1993) No Come Down
(1994)
Singles
A Storm in Heaven est le premier album studio du groupe anglais The Verve (appelé simplement Verve à ce moment), sorti en juin 1993. Il s'est hissé à la 27e place dans les charts du Royaume-Uni.

## Composition et réalisation
Comme dans les EP et les singles précédents, la plupart des chansons sur cet album sont baignées dans d'épaisses couches d'échos et de réverbérations, mises en place sur les guitares et le chant, afin de donner un effet global de distorsion psychédélique.
La chanson Star Stail est apparue comme BO du film Sliver (1993).
Les paroles de Butterfly évoquent l'effet papillon. La chanson Catching The Butterfly, de l'album Urban Hymns sorti en 1997, reprend ce thème.
Le chant de clôture de l'album est construit autour d'un motif de piano joué par le guitariste Nick McCabe.
Comme toutes les autres publications du groupe, A Storm in Heaven a une couverture énigmatique. La photo de la pochette de l'album a été prise à l'intérieur de la Thor's Cave dans le Staffordshire, en Angleterre. 
Après cet album, la musique du groupe s'est déplacée dans un genre moins psychédélique, avec une orientation plus structurée, et leur nom a été officiellement changé en The Verve pour des raisons juridiques, afin de ne pas entrer en conflit avec le label Verve.

## Liste des titres
Toutes les chansons sont créditées sous : Nick McCabe/Peter Salisbury/Richard Ashcroft/Simon Jones.
| No  | Titre                                      | Durée |
| --- | ------------------------------------------ | ----- |
| 1.  | Star Sail                                  | 3:59  |
| 2.  | Slide Away                                 | 4:03  |
| 3.  | Already There                              | 5:39  |
| 4.  | Beautiful Mind                             | 5:28  |
| 5.  | The Sun, The Sea                           | 5:16  |
| 6.  | Virtual World                              | 6:20  |
| 7.  | Make It Till Monday                        | 2:05  |
| 8.  | Blue                                       | 3:25  |
| 9.  | Butterfly                                  | 6:40  |
| 10. | See You in the Next One (Have A Good Time) | 3:08  |

## Personnel
- Richard Ashcroft – chant, basse et guitare (sur Virtual World), percussions (sur Make It Till Monday)
- Nick McCabe – guitare, piano (sur See You in the Next One), accordéon, keyboards
- Simon Jones – basse, backing vocals
- Peter Salisbury – batterie, percussions
- Simon Clarke – flûte, arrangements pour les instruments à vent
- The Kick Horns – trompettes, saxophones
- Yvette Lacey – flûte